# 温州瓯江大桥
温州瓯江大桥也称为温州瓯江一桥是 104国道跨过瓯江的桥梁，是瓯江下游第一座跨江大桥，1982年3月开工，1984年9月通车，造价1190万元，结束了两岸之间交通只能依靠轮渡的历史。